# Georg III av Georgien
Georg III av Georgien, född under första hälften av 1100-talet, död 1184, var en georgisk monark. Han var kung i kungariket Georgien mellan 1156 och 1184.